# Parafia misyjna Świętych Apostołów Piotra i Pawła w Konstancinie-Jeziornie
Parafia misyjna Świętych Apostołów Piotra i Pawła w Konstancinie-Jeziornie – parafia Kościoła Polskokatolickiego w RP, położona w dekanacie warszawsko-łódzkim diecezji warszawskiej. Parafia ma charakter misyjny, jej zadaniem jest propagowanie idei polskokatolicyzmu oraz organizowanie spotkań teologicznych o charakterze lokalnym, krajowym i międzynarodowym. Msze św. sprawowane są w niedzielę o godzinie 11:00 w kaplicy znajdującej się na terenie Ośrodka Konferencyjnego im. Eduara Herzoga w Konstancinie-Jeziornie. W większe święta wierni uczestniczą w nabożeństwach sprawowanych w parafii katedralnej Św. Ducha w Warszawie.

## Historia
Parafia misyjna Świętych Apostołów Piotra i Pawła w Konstancinie-Jeziornie została erygowana 30 września 1995 przy Ośrodku Konferencyjnym im. Eduara Herzoga w Konstancinie-Jeziornie. Powstanie tego miejsca jest wynikiem kilkuletnich wysiłków bpa prof. dr hab. Wiktora Wysoczańskiego i bpa dr Hansa Gernego z Kościoła Chrześcijańskokatolickiego w Szwajcarii.
W 1995 roku odbył się tutaj Synod Ogólnopolski Kościoła Polskokatolickiego w RP. 10 lutego 1998 w Konstancinie-Jeziornie rozpoczął się oficjalny dialog ekumeniczny pomiędzy Kościołem Polskokatolickim w RP a Kościołem rzymskokatolickim. 9 października 2006 w Ośrodku Konferencyjnym odbyła się inauguracja roku akademickiego 2006/2007 Chrześcijańskiej Akademii Teologicznej. W dniu 5 czerwca 2008, w 25. rocznicę konsekracji bpa prof. dra bab. Wiktora Wysoczańskiego, w kaplicy Ośrodka Konferencyjno im. bpa Eduara Herzoga w Konstancinie została odprawiona uroczysta Msza Św., na którą przybyli Goście z kraju i zagranicy, reprezentujący Kościoły zrzeszone w Polskiej Radzie Ekumenicznej, oraz Kościoły zrzeszone w Unii Utrechckiej. 14 lipca 2009 w Konstancinie-Jeziornie miała miejsce Konferencja Dziekanów Kościoła Polskokatolickiego w RP. 9 czerwca 2012 w kaplicy parafialnej święcenia diakonatu z rąk bpa prof. dra hab. Wiktora Wysoczańskiego przyjęli Mariusz Gajkowski oraz Bohdan Kukharenko. Parafia była gospodarzem Synodu Ogólnopolskiego Kościoła Polskokatolickiego w RP, który przypadł na dzień 18 czerwca 2013.